# Парамушир
Парамушир (на японски: 幌筵島 парамусиру-сима, от айнски широк остров) е един от островите в северната група на Курилските острови. Площта му е 2479 km², с дължина около 120 km и ширина 30 km. Той е втори по големина остров от архипелага след Итуруп.

## Географско положение
Парамушир влиза в състава на Сахалинска област. В северната му част е разположен град Северо-Курилск (2592 жители през 2002 г.) Той е административен център в района и единственото населено място на острова в началото на XXI век. Съществуващите на острова селища Анциферов, Василево, Галкино, Каменистий, Китовий, Майорово, Океанское, Прибрежний, Шелехово по данни от преброяване през 2002 г. нямат постоянно население. Някои от тях биват унищожени през 1952 г. от разрушително цунами.
Вторият Курилски проток разделя Парамушир от Шумшу (на 2 км), проток Лужин от остров Анциферов (на 15 км), протока Алаид от остров Атласов (на 20 км), Четвъртия Курилски проток от остров Онекотан (на 54 км).
В близост до острова се намират няколко малки островчета, скали и рифове: островите Минамиецу (Окино, Хира и др.), рифа Цуцумино, островите Накасима, Камоме, островчетата Ториеима (Птичи), скалите Тогари (Ганимусир), Котани (Котанимусир), Цири (Циримусир).

## История
В залива Сурибаци в миналото е изграден и функционирал японски йоден завод. Създаден е и японски военноморски пункт със значителен по големина гарнизон.

## Флора и фауна
На острова се срещат 556 вида висши растения, между които храстовидна елха, петров кръст, червена боровинка, арктическа малина, синя боровинка, много видове гъби, а в най-дългата река Тухарка се срещат различни видове пъстървови риби. Парамушир е обитаван от около 100 индивида на кафявата мечка, много лисици, зайци, хермелини, а по крайбрежието се среща морска видра.

## Вулкани
На острова се намират няколко вулкана като 5 от тях са активни или потенциално активни.
- Чикурачки – 1816 m, най-високият на острова
- Вулкан на Фус (Айсар, Сириядзири) – 1772 m
- Вулкан на Татаринов – 1530 m
- Вулкан на Карпински – 1345 m
- Ебеко – 1156 m